# 東海道石部宿歴史民俗資料館
東海道石部宿歴史民俗資料館（とうかいどういしべしゅくれきしみんぞくしりょうかん）は滋賀県湖南市の雨山文化運動公園内にある湖南市立の資料館。

## 概要
東海道五十三次51番目の宿場・石部宿と街道文化をテーマとし、石部宿の街並みを再現した石部宿場の里に隣接する。
石部歴史民俗資料館の名称で石部町の施設として1985年に開館した。
2004年の合併で湖南市の施設となったことに伴い、現在の名称に改められた。

## 主な展示品
- 幕府直轄であった小島本陣の20分の1復元模型
- 東海道五十三次図
- 大名の網代駕籠
- 関札
- 宿帳など宿場町の歴史資料

## 建築概要
- 延床面積 - 1,136.13m2

## 利用情報
- 休館日 - 月曜、祝祭日の翌日、12月28日～翌年1月4日
- 開館時間 - 9:00 - 16:30
- 所在地 - 滋賀県湖南市雨山2-1-1
- 交通アクセス - JR草津線 石部駅から車8分

## 周辺情報
- 臥龍の森 - 森林浴の森100選